# Asuka (đô vật)
Kanako Urai (浦井 佳奈子 Urai Kanako, sinh ngày 26/9/1981) là một đô vật chuyên nghiệp người Nhật, được biết đến với cái tên Asuka /ˈɑːskə/ (明日華 Asuka). Cô hiện đang ký hợp đồng với WWE, biểu diễn trên Raw với biệt danh "The Empress Of Tomorrow". Cô là cựu vô địch nữ NXT, với 510 ngày giữ đai (lâu nhất của bất kỳ danh hiệu nào ở WWE trong thời kỳ mở rộng của quốc gia). Ngoài ra, công ty quảng cáo cô có "chuỗi bất bại dài nhất trong lịch sử WWE" với 914 ngày.Tháng 1/2018, cô là người đầu tiên chiến thắng trận Royal Rumble của nữ. Cô từng là cựu vô địch Smackdown Women's Champion. Được Becky Lynch trao đai. Hiện Asuka đang là Raw Women's Champion.